# Boško Janković
Boško Janković (en serbocroat Бошко Јанковић) (nascut el 3 de gener de 1984 a Belgrad) és un exfutbolista serbi que es va retirar al 2016.

## Trajectòria

### Clubs
El seu debut com a jugador professional va ser amb l'Estrella Roja de Belgrad, on va jugar 90 partits i va marcar 27 gols, entre els anys 2000 i 2006. Cal dir que entre els anys 2000 i 2002 va jugar al juvenil de l'equip roig-i-blanc, i la temporada 2003-2004 va ser cedit al FK Jedinstvo (de la ciutat serbia d'Ub, a Kolubara).
En l'Estrella Roja va guanyar tres lligues i tres copes.
Després de l'Estrella Roja, va fitxar per 5 temporades amb el RCD Mallorca, però a les illes només va jugar una temporada, jugant 28 partits i marcant 9 gols.
L'estiu del 2007 va fer el salt al Calcio. Va fitxar per l'US Palermo. Allà va tenir una temporada irregular, marcada pels canvis d'entrenadors. Tot i així ja jugar 27 partits i va marcar 2 gols.
El mes de setembre de 2008, el club rosanero, el cedeix al Genoa CFC (sent fitxat a mitges amb el Palermo i l'equip grifoni en el mes de gener del 2009). Va jugar 45 partits i va marcar 5 gols. Va marcar el primer gol amb la samarreta rossoblù el 10 de gener de 2009, en un Genoa-Torí. Després va marcar dos gols davant el Lecce, un d'ells, recordat per espectacular cop de taló des d'un angle tancat. Va marcar contra el Nàpols i en el darrer partit de la temporada contra el Lecce.
Abans de començar la temporada 2009/10, a principis d'agost, Janković es lesiona greument al genoll i es perdrà la meitat temporada. Tot i així va poder jugar 3 partits. Quan es recupera, recau novament en el mes de març, i estarà 10 mesos sense jugar. Aquesta lesió fins i tot, l'apartarà de poder jugar el Mundial de Sud-àfrica amb la seva selecció.
El mes de novembre de 2010 tornarà a debutar amb la samarreta rossoblù, després de 10 mesos d'inactivitat, però ho farà amb el segon equip. El 10 de gener del 2011 jugarà de nou amb el primer equip, els darrers minuts del Genoa-Lazio. Al llarg d'aquella temporada jugarà 7 partits, 6 de lliga i 1 de copa.
El mes de juny de 2011, el Genoa CFC es va fer amb el 100% dels seus drets.
El primer partit oficial de Janković amb el Genoa, la temporada 2011/12 va ser el 2 d'octubre contra el Parma. El 26 d'octubre, en el partit contra l'AS Roma, va marcar el seu primer gol de la temporada amb els rossoblù. Aquella temporada va jugar un total de 30 partits i va fer 6 gols.

### Internacional
Boško Janković va debutar en les categòries inferiors de Sèrbia, concretament en la Sub-16, el 25 de setembre del 2000, en el partit Sèrbia-Dinamarca. Posteriorment va jugar en les categories sub-19 i sub-21. Va debutar amb la selecció absoluta el 15 de novembre de 2006 en el partit amistós Sèrbia-Noruega, jugat a Belgrad. A causa d'una lesió no va poder jugar el Mundial de Sud-àfrica.

## Palmarès
- Lliga iugoslava de futbol de la República Federal de Iugoslàvia

2000/2001 Estrella Roja de Belgrad
- Lliga serbo-montenegrina de Serbia i Montenegro

2003/2004 Estrella Roja de Belgrad
2005/2006 Estrella Roja de Belgrad
- Copa de Serbia i Montenegro

2002 Estrella Roja de Belgrad
2004 Estrella Roja de Belgrad
2006 Estrella Roja de Belgrad